# Perissocentrus
Perissocentrus is een geslacht van vliesvleugeligen uit de familie Torymidae. De wetenschappelijke naam van dit geslacht is voor het eerst geldig gepubliceerd in 1910 door Crawford.

## Soorten
Het geslacht Perissocentrus omvat de volgende soorten:
- Perissocentrus argentinae Crawford, 1910
- Perissocentrus caridei Brèthes, 1917
- Perissocentrus chilensis Crawford, 1910
- Perissocentrus phormio (Walker, 1842)
- Perissocentrus striatulus Grissell, 1992
- Perissocentrus tumidulus Grissell, 1992